# Homaloptera smithi
Homaloptera smithi är en fiskart som beskrevs av Hora 1932. Homaloptera smithi ingår i släktet Homaloptera och familjen grönlingsfiskar. IUCN kategoriserar arten globalt som livskraftig. Inga underarter finns listade i Catalogue of Life.